# Teucholabis (Teucholabis) lauta
Teucholabis (Teucholabis) lauta is een tweevleugelige uit de familie steltmuggen (Limoniidae). De soort komt voor in het Neotropisch gebied.